# Nemoleon lentus
Nemoleon lentus is een insect uit de familie van de mierenleeuwen (Myrmeleontidae), die tot de orde netvleugeligen (Neuroptera) behoort. 
Nemoleon lentus is voor het eerst wetenschappelijk beschreven door Navás in 1936.